# Szczyrbska Przełęcz
Szczyrbska Przełęcz (niem. Csorbaer Scharte, Tschirmer Scharte, Tschirmer Scharte, słow. Štrbské sedlo, węg. Csorbai-hágó) – położona na wysokości 2234 m przełęcz w głównej grani odnogi Krywania rozdzielającej na tym odcinku doliny Młynicką i Hlińską. Wcześniejsze źródła podawały jej wysokość jako 2237 m, 2291 m lub około 2180 m. Szczyrbska Przełęcz znajduje się w tej grani pomiędzy Szczyrbskim Szczytem (od którego pochodzi jej nazwa) a Szczyrbską Turniczką, skrajną kulminacją wschodniej grani Hrubego Wierchu. Pomiędzy Szczyrbskim Szczytem i Hrubym Wierchem znajduje się jeszcze 5 skalnych zębów zwanych Szczyrbskimi Zębami i pięć przełączek między nimi, Szczyrbska Przełęcz jest najgłębszą z nich.
Poniżej Szczyrbskiej Przełęczy, w najwyższym piętrze Doliny Młynickiej, na wysokości 2105 m znajduje się Kolisty Staw. Na północ, do kotła lodowcowego o nazwie Małego Ogrodu, opada z przełęczy głęboki i kruchy komin o wysokości około 100 m. W dolnej części tkwi w nim zaklinowany głaz. górna część komina jest przewieszona.
Pierwsze odnotowane wejścia:
- latem – Ernst Dubke, Hans Wirth, Johann Franz (senior), 9 lipca 1905 r.,
- zimą – Jerzy Krókowski, Stanisław Krystyn Zaremba, 27 grudnia 1926 r.[2].

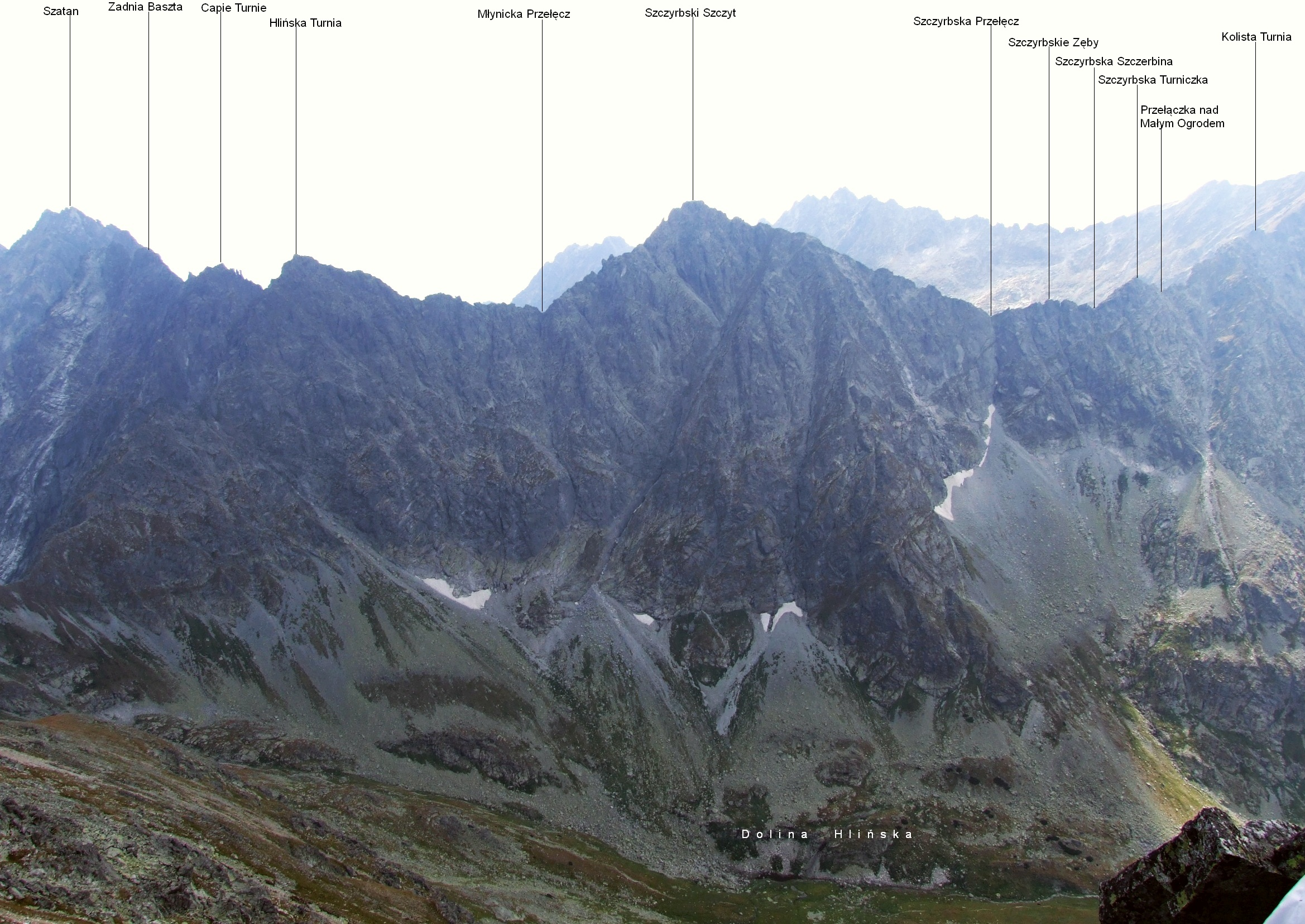
Widok z Koprowego Wierchu

## Drogi wspinaczkowe
1. Ze Szczyrbskiego Kotła przez dolną część południowo-zachodniego zbocza Szczyrbskiego Szczytu; 0+ w skali tatrzańskiej, czas przejścia 30 min
2. Od południa, z Doliny Młynickiej; I, od szlaku turystycznego 45 min
3. Północnym żlebem, z Małego Ogrodu; III (?), 30 min[3].